# Rencontres de Moriond
Die Rencontres de Moriond („Begegnungen von Moriond“) sind eine alljährlich im März stattfindende Fachtagung von Physikern insbesondere aus den Bereichen der Teilchenphysik, der Hochenergiephysik und der Kosmologie.

## Geschichte
Das Treffen fand zum ersten Mal im Januar 1966 im französischen Skigebiet von Courchevel-Moriond auf Initiative des französisch-vietnamesischen Physikers Jean Tran Thanh Van (* 1936) statt.
Eine Besonderheit ist, dass alle Teilnehmer gemeinsam in einem Hotel untergebracht sind; außerdem besteht zwischen den Vortragssitzungen die Möglichkeit, Ski zu laufen. Die Rencontres de Moriond etablierten sich in den Folgejahren in der Community der Physiker und waren Vorbild für andere, ähnliche Tagungen und Konferenzen.
Seit 2004 findet die Tagung im Ort La Thuile im italienischen Aostatal statt. Zuvor trafen sich die Teilnehmer lange Jahre in Les Arcs in den französischen Alpen.